# Orden contemplativa
Son órdenes contemplativas esas órdenes religiosas católicas que se consagran generalmente en los monasterios a la práctica de la oración, la meditación y el trabajo bajo la dirección de un Abad o Superior y bajo una Regla Monástica. A veces algunas Órdenes Religiosas Contemplativas dedican su tiempo a la enseñanza o apoyo en las misiones, aunque su verdadero sentido vocacional es el Claustro Monacal y la vida silenciosa en la clausura.
Las principales Órdenes Monacales en la actualidad son:
- Benedictinos [2]
- Cistercienses (Con dos ramas: De la Común y de la Estrecha o Estricta observancia, esta segunda rama también es conocida como trapenses)[3][4]
- Camaldulenses
- Cartujos
- Jerónimos[5]
- Paulinos